# Alfredo Gollini
Alfredo Gollini (Módena, Italia, 24 de diciembre de 1881-22 de abril de 1957) fue un gimnasta artístico italiano, campeón olímpico en Estocolmo 1912 en el concurso por equipos "sistema europeo".

## Carrera deportiva
En las Olimpiadas celebradas en Estocolmo (Suecia) en 1912 consigue el oro en el concurso por equipos "sistema europeo", por delante de los húngaros y británicos, y siendo sus compañeros de equipo los gimnastas: Pietro Bianchi, Guido Boni, Alberto Braglia, Giuseppe Domenichelli, Carlo Fregosi, Francesco Loi, Luigi Maiocco, Giovanni Mangiante, Lorenzo Mangiante, Serafino Mazzarochi, Guido Romano, Paolo Salvi, Luciano Savorini, Adolfo Tunesi, Giorgio Zampori, Umberto Zanolini y Angelo Zorzi.